# Alexandra Alvarová
Alexandra Alvarová (* 1. června 1967 Beroun) je česká publicistka, novinářka a PR specialistka. Od roku 1996 působí v politickém marketingu a veřejné komunikaci. Je známá díky popularizaci témat hybridní války, psychologických operací a mediální gramotnosti.

## Život a kariéra
V roce 1985 dokončila studium na gymnáziu v Berouně a nastoupila na Divadelní fakultu AMU. V roce 1988 poté emigrovala do Západního Německa, kde pracovala jako obchodní zástupce. V letech 1992–1993 pracovala jako vedoucí zahraniční rubriky deníku Lidová demokracie. V letech 1993–1995 byla poradkyní místopředsedy poslanecké sněmovny Parlamentu ČR v oblasti masmediální legislativy a teorie. V letech 1995–1999 byla spolumajitelkou PR agentury Cardinal. Mezi lety 1996–2012 pracovala střídavě mezi Vídní a Prahou na různých pozicích v poradenství, marketingu a veřejné komunikaci. Ve Vídni se mezi lety 2006–2012 podílela na testování centrálních systémů bank a pojišťoven (Reiffeisen, Generali).
Od 90. let spolupracovala s různými médii (1994–2006 scénáře pro Českou televizi, Český rozhlas aj.). Psala články pro pro Ekonom a Hospodářské noviny (2003–2006). Zabývala se výukou nonverbální komunikace (2000–2006).
Mezi lety 2012 a 2014 pracovala jako vedoucí politického marketingu a tisková mluvčí pro KDU-ČSL. V roce 2013 za ni také ve Středočeském kraji kandidovala ve volbách do Poslanecké sněmovny. Od roku 2014 v KDU-ČSL pracovala jako PR poradce pro tehdejšího předsedu právního výboru Evropského parlamentu, Pavla Svobodu.
V roce 2016 se vzdala funkce a přestěhovala se s rodinou do Vancouveru v Kanadě. V Kanadě nadále pracovala v komunikaci a marketingu. Později se přestěhovala do Bostonu.
Mluví čtyřmi jazyky – anglicky, německy, francouzsky a rusky.

## Aktivity
Společně s Josefem Holým od roku 2020 tvoří podcast Kanárci v síti o digitální propagandě, umělé inteligenci a souvisejících aktuálních událostech.
Publikuje také články na různých webech, jako je Medium nebo Deník N.

### Publikace
- Průmysl lži (2017) – nonfiction kniha, co popisuje jak fungují fake news a také specifické manipulativní taktiky používané v hybridní válce. Dává do spojitosti kampaň během prezidentských voleb v roce 2013 v ČR a v roce 2016 v USA. Zmiňuje také soudobé politické kauzy a jejich souvislosti s hybridní válkou a psychologickými operacemi.
- Krmit démony (2022) – alegorický thriller o hybridních válkách, na motivy života Stevea Bannona a kauzy Cambridge Analytica